# توماس شاف
توماس شاف (انگلیسی: Thomas Schaaf؛ زادهٔ ۳۰ آوریل ۱۹۶۱) بازیکن فوتبال اهل آلمان است. از باشگاه‌هایی که در آن بازی کرده‌است، می‌توان به وردر برمن و تیم ملی فوتبال زیر ۲۱ سال آلمان اشاره کرد.